# Rad-Nationencup der Männer U23 2011
Der Rad-Nationencup der Männer U23 2011 ist die 5. Austragung des Rad-Nationencups der Männer U23, einer seit der Saison 2007 stattfindenden Serie der bedeutendsten Rennen im Straßenradsport für Männer U23.

## Rennen
| Datum            | Rennen                                        | Sieger (Fahrer)      | Sieger (Nationen)      | Führende Nation |
| ---------------- | --------------------------------------------- | -------------------- | ---------------------- | --------------- |
| 9. April         | Ronde van Vlaanderen (U23)                    | Salvatore Puccio     | Italien                | Italien         |
| 13. April        | La Côte Picarde                               | Arnaud Démare        | Frankreich             | Frankreich      |
| 16. April        | ZLM Tour                                      | Luke Rowe            | Vereinigtes Königreich | Frankreich      |
| 19.–23. April    | Toscana-Terra di Ciclismo-Coppa delle Nazioni | Georg Preidler       | Österreich             | Frankreich      |
| 2.–5. Juni       | Coupe des Nations Ville Saguenay              | Christopher Juul     | Dänemark               | Frankreich      |
| 4.–11. September | Tour de l’Avenir                              | Jhoan Esteban Chaves | Frankreich             | Frankreich      |

## Gesamtwertung
| Position | Nation                 | Punkte |
| -------- | ---------------------- | ------ |
| 1        | Frankreich             | 116    |
| 2        | Italien                | 94     |
| 3        | Dänemark               | 80     |
| 4        | Belgien                | 53     |
| 5        | Vereinigtes Königreich | 51     |
| 6        | Kasachstan             | 49     |
| 7        | Vereinigte Staaten     | 44     |
| 7        | Deutschland            | 44     |
| 7        | Österreich             | 44     |
| 10       | Russland               | 37     |